# Marco Cavallo
(Paolo Cendon, I diritti dei più fragili.)
Marco Cavallo è una scultura di legno e cartapesta in forma di "installazione" e "macchina teatrale". 
L'opera fu realizzata nel 1973 all'interno del manicomio di Trieste da un "gruppo di artisti": Vittorio Basaglia e Giuliano Scabia, Federico Velludo, Ortensia Mele, Stefano Stradiotto. È considerata un'opera collettiva realizzata con il contributo dei laboratori artistici creati all'interno della struttura nosocomiale da Franco Basaglia, allora direttore dell'Ospedale Psichiatrico, e si avvalse del contributo ideale e immaginifico dei pazienti allora reclusi. Alto circa 4 metri e di colore azzurro, come deciso dagli stessi pazienti, lo si volle di così grandi dimensioni, per poter idealmente contenere tutti i desideri e i sogni dei ricoverati, e portare all'esterno un simbolo visibile e rappresentativo dell'umanità allora "nascosta" e "misconosciuta" all'interno dei manicomi. 
Divenne pertanto "icona" della lotta etica, sociale, medica e politica a favore della legge sulla chiusura dei manicomi, la cosiddetta Legge Basaglia del 1978, nonché simbolo per gli stessi pazienti delle loro istanze di libertà, liberazione e riconoscimento della loro dignità di persone, fino ad allora negate. Da allora è esibito in tutto il mondo come installazione itinerante per sensibilizzare l'opinione pubblica e il mondo politico sui problemi della salute mentale. In Italia è stato esibito anche all'"EXPO 2015" per puntare l'attenzione sulle condizioni degli Ospedali psichiatrici giudiziari.

## Storia e ideazione
Nel giugno del 1972, i ricoverati dell'ospedale psichiatrico di Trieste inviarono una lettera al Presidente della provincia di Trieste Michele Zanetti con un appello per la sorte del cavallo "Marco", un cavallo reale che dal 1959 era adibito al traino del carretto della lavanderia, dei rifiuti e del trasporto di materiale vario nel manicomio. Il testo, scritto in prima persona come fosse redatto dal cavallo, ne chiedeva in luogo della prevista macellazione, il dignitoso "pensionamento" all'interno della struttura, per "meriti" lavorativi e per l'affetto che sia il personale che i pazienti nutrivano verso l'animale. In cambio si offriva il versamento di una somma pari al ricavato della vendita dell'animale per la macellazione, e il mantenimento a proprie spese per tutta la restante vita naturale. Il 30 ottobre dello stesso anno la Provincia di Trieste accolse la richiesta, stanziando l'acquisto di un motocarro in sostituzione del cavallo, che veniva appunto ceduto e affidato alle cure dei pazienti residenti nel manicomio.
Questa prima favorevole accoglienza delle autorità di una richiesta diretta da parte di ricoverati di un manicomio, allora privati dei diritti civili, venne vista come una apertura e un'occasione verso un possibile riconoscimento della loro dignità personale. Lo scrittore e drammaturgo Giuliano Scabia, l'artista Vittorio Basaglia, cugino dello psichiatra Franco, insieme ad altri operatori, a infermieri e pazienti, all'interno del Laboratorio P, installato nel gennaio del 1973 nell'Ospedale psichiatrico, uno spazio libero di creatività, idearono il cavallo, che fu realizzato sotto la direzione di Vittorio Basaglia. Era un cavallo di legno e cartapesta di dimensioni monumentali che rappresentava l'animale reale, e voleva diventare il simbolo della fine dell'isolamento dei malati mentali, un "cavallo di Troia" che potesse invece essere contenitore delle istanze di libertà e umanità dei malati mentali. Scabia racconta così la nascita di Marco Cavallo nel libro dedicato all'esperienza, pubblicato da Einaudi nel 1976 e ristampato da edizioni alfabeta verlag nel 2011: "Terzo giorno - 12 gennaio, venerdì. [...] Dai malati emerge con più forza l'idea di fare il cavallo (sono più contenti all'idea di costruire il cavallo). Un cavallo con pancia che contenga cose. Dunque l'idea di fare una casa, che ci era sembrata nascere da un'esigenza profonda, è già saltata appena l'azione pratica ha avuto inizio".
I pazienti non si occuparono direttamente della costruzione, ma vennero coinvolti nell'opera di realizzazione dei contenuti artistici e immaginifici da inserire nell'opera. I pazienti dunque decisero il colore azzurro, simbolo della gioia di vivere e decisero che la "pancia" del cavallo dovesse contenere i loro desideri, sogni e istanze.
Un grosso problema sorse in occasione della prima esibizione nel febbraio 1973. Costruito all'interno della struttura, non si era tenuto conto delle dimensioni monumentali dell'opera e nessuna delle porte dell'ospedale era sufficientemente grande da permetterne l'uscita. La difficoltà causò la profonda frustrazione dei pazienti, dato l'evidente e immediato paragone con il loro stato di reclusione forzata, dovuta alle allora vigenti leggi ospedaliere in merito ai malati mentali. L'impasse venne risolta sfondando alcune porte e un architrave, permettendo così l'uscita dell'installazione e la rottura anche del muro reale e simbolico fra il "dentro" e il "fuori".

## Eredità culturale

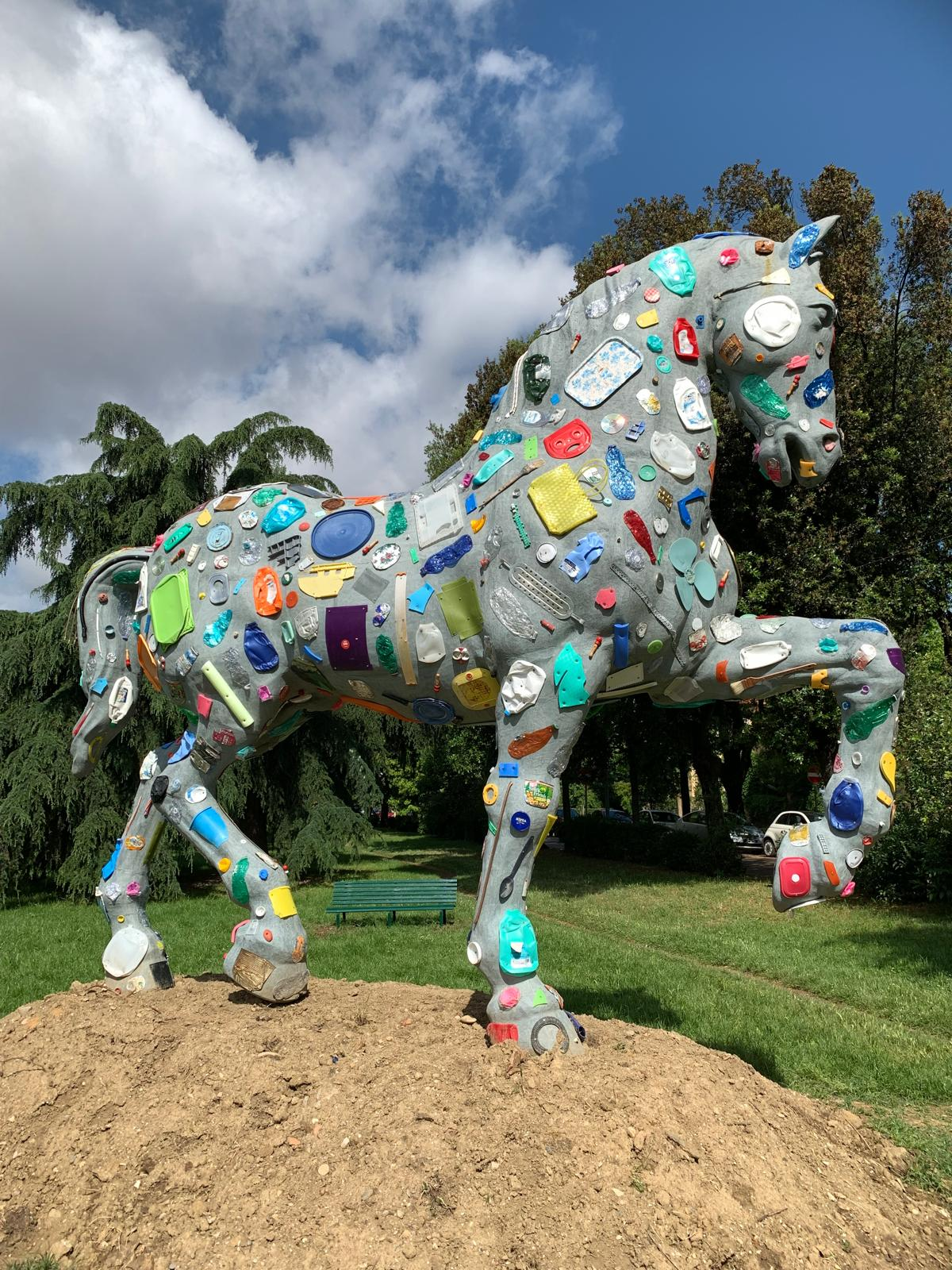
Marco Cavallo del XXI Secolo scultura di Edoardo Malagigi

Nel 2023 la compagnia teatrale dei Chille de la Balanza in collaborazione con l'artista Edoardo Malagigi ha realizzato una nuova versione della scultura chiamata Marco Cavallo del XXI secolo, per portare i cittadini a riflettere sui temi di sostenibilità e salute mentale. La nuova scultura monumentale, è ispirata al mai realizzato Monumento Equestre di Leonardo da Vinci per gli Sforza e interamente costituita da materiali riciclati, dalla struttura interna, realizzata con la stampa 3D al manto che è stato ricoperto dai rifiuti raccolti da volontari nel parco dell'ex-manicomio di San Salvi. 
La scultura è stata inaugurata e donata alla Città di Firenze il giorno 11 marzo 2024, data di nascita di Franco Basaglia.
Nel febbraio del 2025 è stata promossa l’iniziativa di un nuovo viaggio di Marco Cavallo; una copia in vetroresina dell'originale è stata trasportata in giro per l'Italia con l'obiettivo di sensibilizzare l'opinione pubblica sulle condizioni dei Centri di Permanenza per i Rimpatri, denunciate, nel corso degli anni, da testate giornalistiche, organizzazioni no-profit, organi giudiziari e di controllo nazionali ed internazionali. Come si legge sulla pagina del Forum Salute Mentale dedicata all'iniziativa, «I CPR sono l’emblema dell’ingiustizia sociale del nostro tempo: luoghi di detenzione senza colpe, di esclusione senza appello, di violenza istituzionale normalizzata», per cui il viaggio della scultura servirà a «riaffermare un principio fondamentale: la dignità umana non ha confini.» L'itinerario comprende i C.P.R. di Torino, Milano, Roma e Gradisca d'Isonzo (GO).